# Diocesi immediatamente soggette alla Santa Sede
Questo elenco comprende tutte le circoscrizioni ecclesiastiche immediatamente soggette alla Santa Sede, cioè che sono soggette alla Santa Sede senza la mediazione di altre entità ecclesiastiche: non appartengono, quindi, ad alcuna metropolia (o provincia ecclesiastica).
Le diocesi (ed entità territoriali equivalenti) sono divise per continente e per stato.

## Europa

### Austria
- Abbazia territoriale di Wettingen-Mehrerau
- Ordinariato d'Austria per i fedeli di rito orientale

### Bielorussia
- Ordinariato armeno dell'Europa orientale[1]

### Bulgaria
- Diocesi di Nicopoli
- Diocesi di Sofia e Filippopoli
- Eparchia di San Giovanni XXIII di Sofia

### Croazia
- Arcidiocesi di Zara

### Danimarca
- Diocesi di Copenaghen
- Esarcato apostolico di Germania e Scandinavia[2]

### Estonia
- Ordinariato armeno dell'Europa orientale[1]

### Finlandia
- Diocesi di Helsinki

### Francia
- Arcidiocesi di Strasburgo
- Diocesi di Metz
- Eparchia della Santa Croce di Parigi
- Eparchia di Nostra Signora del Libano di Parigi dei Maroniti
- Eparchia di San Vladimiro il Grande di Parigi
- Ordinariato di Francia per i fedeli di rito orientale

### Germania
- Esarcato apostolico di Germania e Scandinavia[2]

### Gibilterra
- Diocesi di Gibilterra

### Grecia
- Arcidiocesi di Atene
- Arcidiocesi di Rodi
- Esarcato apostolico di Grecia
- Ordinariato di Grecia degli Armeni

### Islanda
- Diocesi di Reykjavík

### Italia
- Arcidiocesi di Gaeta
- Arcidiocesi di Lucca
- Arcidiocesi di Spoleto-Norcia
- Diocesi di Anagni-Alatri
- Diocesi di Civita Castellana
- Diocesi di Civitavecchia-Tarquinia
- Diocesi di Frosinone-Veroli-Ferentino
- Diocesi di Latina-Terracina-Sezze-Priverno
- Diocesi di Orvieto-Todi
- Diocesi di Rieti
- Diocesi di Sora-Cassino-Aquino-Pontecorvo
- Diocesi di Terni-Narni-Amelia
- Diocesi di Tivoli
- Diocesi di Viterbo
- Eparchia di Lungro
- Eparchia di Piana degli Albanesi
- Esarcato apostolico d'Italia
- Abbazia territoriale di Montecassino
- Abbazia territoriale di Monte Oliveto Maggiore
- Abbazia territoriale di Santa Maria di Grottaferrata
- Abbazia territoriale di Subiaco

### Kosovo
- Diocesi di Prizren-Pristina

### Lettonia
- Ordinariato armeno dell'Europa orientale[1]

### Liechtenstein
- Arcidiocesi di Vaduz

### Lituania
- Ordinariato armeno dell'Europa orientale[1]

### Lussemburgo
- Arcidiocesi di Lussemburgo

### Macedonia del Nord
- Eparchia della Beata Maria Vergine Assunta in Strumica-Skopje

### Moldavia
- Diocesi di Chișinău

### Principato di Monaco
- Arcidiocesi di Monaco

### Montenegro
- Arcidiocesi di Antivari

### Norvegia
- Diocesi di Oslo
- Esarcato apostolico di Germania e Scandinavia[2]
- Prelatura territoriale di Tromsø
- Prelatura territoriale di Trondheim

### Polonia
- Arcieparchia di Przemyśl-Varsavia
- Ordinariato di Polonia

### Regno Unito
- Eparchia della Sacra Famiglia di Londra
- Eparchia di Gran Bretagna
- Ordinariato personale di Nostra Signora di Walsingham

### Repubblica Ceca
- Esarcato apostolico della Repubblica Ceca

### Romania
- Arcidiocesi di Alba Iulia
- Ordinariato di Romania

### Russia
- Ordinariato armeno dell'Europa orientale[1]
- Esarcato apostolico di Russia

### Serbia
- Eparchia di San Nicola di Ruski Krstur

### Spagna
- Ordinariato di Spagna per i fedeli di rito orientale

### Svezia
- Diocesi di Stoccolma
- Esarcato apostolico di Germania e Scandinavia[2]

### Svizzera
- Diocesi di Basilea
- Diocesi di Coira
- Diocesi di Losanna, Ginevra e Friburgo
- Diocesi di Lugano
- Diocesi di San Gallo
- Diocesi di Sion
- Abbazia territoriale di Einsiedeln
- Abbazia territoriale di San Maurizio d'Agauno

### Turchia
- Esarcato apostolico di Costantinopoli

### Ucraina
- Arcieparchia di Leopoli degli Armeni
- Eparchia di Mukačevo

### Ungheria
- Abbazia territoriale di Pannonhalma

## Asia

### Armenia
- Ordinariato armeno dell'Europa orientale[1]

### Cina
- Diocesi di Macao
- Esarcato apostolico di Harbin

### Corea
- Abbazia territoriale di Tokwon

### Georgia
- Ordinariato armeno dell'Europa orientale[1]

### Giappone
- Ordinariato personale di Nostra Signora della Croce del Sud[3]

### India
- Eparchia di Faridabad
- Eparchia di Hosur
- Eparchia di San Giovanni Crisostomo di Gurgaon
- Eparchia di Shamshabad

### Iran
- Arcidiocesi di Teheran-Ispahan

### Iraq
- Arcidiocesi di Baghdad

### Kazakistan
- Amministrazione apostolica del Kazakistan e dell'Asia Centrale[4]

### Kirghizistan
- Amministrazione apostolica del Kazakistan e dell'Asia Centrale[4]

### Singapore
- Arcidiocesi di Singapore

### Tagikistan
- Amministrazione apostolica del Kazakistan e dell'Asia Centrale[4]

### Turkmenistan
- Amministrazione apostolica del Kazakistan e dell'Asia Centrale[4]

### Uzbekistan
- Amministrazione apostolica del Kazakistan e dell'Asia Centrale[4]

## Africa

### Algeria
- Diocesi di Laghouat

### Capo Verde
- Diocesi di Mindelo
- Diocesi di Santiago di Capo Verde

### Gambia
- Diocesi di Banjul

### Gibuti
- Diocesi di Gibuti

### Guinea-Bissau
- Diocesi di Bafatá
- Diocesi di Bissau

### Mauritania
- Diocesi di Nouakchott

### Marocco
- Arcidiocesi di Rabat
- Arcidiocesi di Tangeri

### Nigeria
- Eparchia dell'Annunciazione

### Réunion
- Diocesi di Saint-Denis-de-La Réunion

### São Tomé e Príncipe
- Diocesi di São Tomé e Príncipe

### Seychelles
- Diocesi di Port Victoria (o delle Seychelles)

### Somalia
- Diocesi di Mogadiscio

### Tunisia
- Arcidiocesi di Tunisi

## Oceania

### Australia
- Arcidiocesi di Canberra e Goulburn
- Arcidiocesi di Hobart
- Eparchia maronita di Sydney
- Eparchia melchita di Sydney[5]
- Eparchia caldea di Sydney[5]
- Eparchia di San Tommaso Apostolo di Melbourne
- Ordinariato personale di Nostra Signora della Croce del Sud[3]

### Nuova Zelanda
- Eparchia melchita di Sydney[5]
- Eparchia caldea di Sydney[5]

### Tonga
- Diocesi di Tonga[6]

## Americhe

### Argentina
- Eparchia di San Gregorio di Narek in Buenos Aires
- Esarcato apostolico di Argentina dei Melchiti
- Ordinariato di Argentina per i fedeli di rito orientale

### Brasile
- Amministrazione apostolica personale San Giovanni Maria Vianney
- Esarcato apostolico di America Latina e Messico[7]
- Ordinariato del Brasile per i fedeli di rito orientale

### Canada
- Arcidiocesi di Winnipeg
- Esarcato apostolico del Canada dei Siri
- Eparchia del Santissimo Salvatore di Montréal dei Melchiti
- Eparchia di Mar Addai di Toronto
- Eparchia di Mississauga
- Eparchia di Nostra Signora di Nareg in Glendale[8]
- Eparchia di San Giorgio di Canton[8]
- Eparchia di San Marone di Montréal
- Eparchia di Santa Maria Regina della Pace[8]
- Ordinariato personale della Cattedra di San Pietro[9]

### Colombia
- Esarcato apostolico della Colombia

### Messico
- Esarcato apostolico di America Latina e Messico[7]
- Eparchia di Nostra Signora dei Martiri Libanesi di Città del Messico dei maroniti
- Eparchia di Nostra Signora del Paradiso di Città del Messico dei melchiti

### Stati Uniti d'America
- Eparchia di Newton
- Eparchia di Nostra Signora della Liberazione negli Stati Uniti
- Eparchia di Nostra Signora del Libano a Los Angeles
- Eparchia di Nostra Signora di Nareg in Glendale[8]
- Eparchia di San Giorgio di Canton[8]
- Eparchia di San Marone di Brooklyn
- Eparchia di San Pietro Apostolo di San Diego
- Eparchia di Santa Maria Regina della Pace[8]
- Eparchia di San Tommaso Apostolo di Chicago
- Eparchia di San Tommaso Apostolo di Detroit
- Ordinariato personale della Cattedra di San Pietro[9]

### Uruguay
- Esarcato apostolico di America Latina e Messico[7]

### Venezuela
- Esarcato apostolico del Venezuela dei Melchiti
- Esarcato apostolico del Venezuela dei Siri